# Wanzleben-Börde
Wanzleben-Börde is een gemeente in de Duitse deelstaat Saksen-Anhalt, en maakt deel uit van de Landkreis Börde.
Wanzleben-Börde telt 13.716 inwoners.

## Geschiedenis
De stad is op 1 januari 2010 ontstaan door de samenvoeging van 9 van de 10 gemeenten uit de Verwaltungsgemeinschaft „Börde“ Wanzleben.

## Ortsteile
De stad kent de volgende 16 ortsteile
- Bergen
- Blumenberg
- Bottmersdorf
- Buch
- Domersleben
- Dreileben
- Eggenstedt
- Stadt Frankfurt
- Klein Germersleben
- Klein Wanzleben
- Groß Rodensleben
- Hemsdorf
- Hohendodeleben
- Klein Rodensleben
- Schleibnitz
- Seehausen
- Wanzleben

Altenhausen ·
Am Großen Bruch ·
Angern ·
Ausleben ·
Barleben ·
Beendorf ·
Bülstringen ·
Burgstall ·
Calvörde ·
Colbitz ·
Eilsleben ·
Erxleben ·
Flechtingen ·
Gröningen ·
Haldensleben ·
Harbke ·
Hohe Börde ·
Hötensleben ·
Ingersleben ·
Kroppenstedt ·
Loitsche-Heinrichsberg ·
Niedere Börde ·
Oebisfelde-Weferlingen ·
Oschersleben (Bode) ·
Rogätz ·
Sommersdorf ·
Sülzetal ·
Ummendorf ·
Völpke ·
Wanzleben-Börde ·
Wefensleben ·
Westheide ·
Wolmirstedt ·
Zielitz